# Delta Bootis
Delta Bootis (δ Boo, δ Bootis), som är stjärnans Bayerbeteckning, är en dubbelstjärna i den nordvästra delen av stjärnbilden Björnvaktaren. Baserad på parallaxmätningar, är den belägen på ett avstånd av omkring 121,8 ljusår (37.3 parsecs) från solen. Stjärnan har en skenbar magnitud på 3,5, vilket gör den synlig för blotta ögat även under fullmåne.

## Nomenklatur
Delta Bootis kallas ibland Princeps, som betyder prins eller prime på latin. Ursprunget till detta namn är oklart, med det verkar ofta förekomma i astrologiska sammanhang.  

## Egenskaper
Delta Bootis består av ett par av stjärnor som ligger i fysisk närhet till varandra och delar en gemensam rörelse genom rymden, vilket tyder på att de kan utgöra en dubbelstjärna. Baserat på deras vinkelseparation och deras avstånd har de en projicerad separation 3 800 astronomiska enheter (AE). Deras separation längs siktlinjen från jorden är dock fortfarande osäker, varför allt som klart kan fastställas är att de är åtskilda med minst 3 800 AE. Om de är gravitationellt bundna till varandra krävs det minst 120 000 år för att de ska fullgöra en omloppsbana.
Den ljusare medlemmen av paret är av spektraltyp G8 III, som indikerar att den har förbrukat vätet i sin kärna och utvecklats till en jättestjärna. Den har nu en radie som är mer än tio gånger solens radie. Jämfört med solen förefaller denna stjärna, utöver väte och helium, även ha brist på andra grundämen – det som astronomer kallar stjärnans metallicitet. Den yttre manteln hos denna stjärna har en effektiv temperatur av 4 847 K, som ger den dess karaktäristiska gula färgton hos en stjärna av typ G.
Den sekundära komponenten är av spektraltyp G0 V, vilket tyder på att det är en stjärna i huvudserien som kan ha fysikaliska egenskaper liknande de hos solen. Den skenbara magnituden hos denna stjärna är 7,81, och därmed mycket mindre lysande än den primära komponenten.